# Real Alternative
Real Alternative é um pacote de codecs criado para tocar arquivos de mídia RealMedia nos sistemas operacionais Windows sem instalar o RealPlayer. Esse pacote pode ser usado com qualquer tocador de mídia com DirectShow habilitado, como o Media Player Classic, incluído como parte do pacote. O pacote foi desenvolvido pela KL Software e vem com muitos pacotes de codec gratuitos. Usuários podem preferir o RealAlternative quando estão instisfeitos com o RealPlayer oficial para tocar sua mídia.
Seu codec lê os formatos: RA, RM, RMVB, RAM, RPM, RV, RP, RT, MX, SMI, SMIL e outros. 

## Legalidade
De acordo com Karl Livellovold da RealNetworks, a KL Software simplesmente criou um novo pacote a partir dos DLLs sob copyright e os distribui sem permissão, o que significa que ele acredita que o pacote de codecs é ilegal; porém nenhuma ação legal da RealNetworks foi tomada contra a KL Software.